# Ellery Queen
Œuvres principales
- Deux Morts dans un cercueil (1932)
- Le Mystère des frères siamois (1933)
- La Décade prodigieuse (1948)

Ellery Queen est à la fois, un pseudonyme collectif utilisé par deux écrivains américains, Manford (Emanuel) Lepofsky, alias Manfred Bennington Lee (1905-1971), et Daniel Nathan, alias Frederic Dannay (1905-1982), tous deux nés à Brooklyn, et le nom du héros principal des romans d'une série du même nom.  Sous la signature paraît une célèbre série de romans policiers, dont le héros est le jeune détective amateur Ellery Queen.
Ellery Queen est aussi un nom de plume utilisé par différents autres auteurs.

## Biographies
Célèbre déchiffreur d'énigmes, Ellery Queen est lui-même longtemps resté un personnage mystérieux. On sait aujourd'hui que sous ce nom fameux se cachent Manfred B. Lee et Frederic Dannay, deux cousins nés en 1905 à New York (États-Unis), dans le quartier de Brooklyn. Tous deux travaillent dans la publicité (Lee après son passage à l'université) quand, en 1928, ils participent pour s'amuser à un concours de romans policiers et écrivent à quatre mains Le Mystère du chapeau de soie qui remporte le prix et un tel succès que l'éditeur, qui publie ce premier roman en 1929, les engage à continuer d'écrire : Ellery Queen est né.
Le personnage Ellery Queen est le fils de l'enquêteur professionnel Richard Queen qui fait d'ailleurs de fréquentes apparitions dans le cycle et auquel est consacré un recueil de nouvelles. À vingt ans, le jeune Ellery, un dandy oisif qui n'est pas sans rappeler le Philo Vance de S.S. Van Dine, devient l'écrivain de ses propres aventures, car souvent il prête main-forte à son père pour résoudre par sa science de l'observation et ses hautes capacités de déduction des affaires particulièrement difficiles. Juste avant de révéler le fin mot de l'énigme, le récit s'arrête pour lancer un défi au lecteur, précisant que ce dernier connaît maintenant tous les indices en cause et qu'il doit dès à présent formuler sa solution avant qu'Ellery Queen lui en donne les clefs. Whodunits classiques et fort ingénieux, les enquêtes de Ellery Queen gagnent rapidement une vaste notoriété. Or, loin de se borner à répéter la formule, les cousins Lee et Dannay font évoluer le cycle. Dans leur association : « C'est Frederic Dannay qui invente l'histoire et Manfred Lee qui la met en forme. Non sans conflits entre les deux cousins, qui ne communiquent que par téléphone ».
Il existe quatre phases au cycle Ellery Queen. Dans la première, tous les romans contiennent le mot Mystery dans les titres originaux et se révèlent des romans d'énigme classiques. Elle se clôt avec le recueil de nouvelles Les Aventures de Ellery Queen. La deuxième phase, qui compte cinq romans, offre des récits de détection moins rigides où la part de suspense est en nette progression. Elle s'achève avec un nouveau recueil de nouvelles. La troisième, souvent désignée comme « celle de la maturité, est la plus riche ». Elle s'amorce avec La Ville maudite et, dans ses six romans et une dizaine de nouvelles, développe la chronique de Wrightville, petite agglomération « imaginaire de la Nouvelle-Angleterre » réunissant tous les vices et les maux de la société américaine des années 1950. Les situations y lorgnent parfois vers le roman noir ou versent dans le thriller, cependant que le whodunit y conserve une partie de ses prérogatives. Les intrigues, développées dans un univers moins artificiel que celui en vigueur dans les deux premières phases du cycle, s'enrichissent d'une psychologie des personnages — et, au premier chef, du héros lui-même — d'une complexité plus affirmée qui met à contribution certaines découvertes de la psychanalyse afin d'établir les motifs et les actes criminels. La quatrième et dernière phase du cycle inclut plusieurs textes apocryphes. En effet, pendant les années 1960, le duo sollicite ou autorise de jeunes auteurs, ou même des auteurs confirmés, à écrire sous la signature Ellery Queen. Claude Mesplède précise dans Les années Série noire, volume 3, qu'une trentaine de romans signés Ellery Queen, publiés vers la fin des années 1960, furent ainsi écrits par divers auteurs utilisant le nom maison (house name (en)) Ellery Queen, et supervisés par Manfred Bennington Lee. Il est aujourd'hui possible d'attribuer la paternité de certains de ces romans à leurs créateurs : Theodore Sturgeon, Avram Davidson, Stephen Marlowe, Fletcher Flora, Jack Vance, Richard Deming, Charles Runyon, etc. Plusieurs de ces parutions, dites apocryphes, posent des difficultés d'attribution et laissent planer un doute sur leur statut.
En 1932, peu après la naissance de la signature Ellery Queen, apparaît son homologue Barnaby Ross, auteur d'une autre série de romans réimprimés ultérieurement sous la signature d'Ellery Queen. Les deux cousins créent sous ce nom leur second grand détective : Drury Lane, un ancien acteur shakespearien qui, en dépit de sa surdité, parvient à démêler les énigmes les plus complexes. Lee, sous le nom de Queen, et Dannay, sous celui de Ross, le visage masqué, font des tournées de conférences dialoguées qui ont à l'époque un grand succès.
Lee et Dannay fondent également en 1941 la revue Ellery Queen's Mystery Magazine qui publie les meilleures « nouvelles policières et donne un nouveau souffle au genre ». Parvenir à publier dans cette revue devient bientôt, pour tout auteur de romans policiers, une sorte de consécration.
Entre les romans, les nouvelles, les anthologies, les deux cousins auront écrit plus de quatre-vingts ouvrages. En 1961, Ellery Queen reçoit l'Edgar du Grand Maître (Grand Master Award) du Mystery Writers of America.
Manfred B. Lee est mort le 2 avril 1971. Frederic Dannay est quant à lui décédé le 3 septembre 1982.

## Œuvre

### Romans

#### SérieEllery Queen
1. The Roman Hat Mystery (1929) Publié en français sous le titre Le Mystère du chapeau de soie, Paris, Nouvelle Revue Critique, coll. L'Empreinte, 1936 no 106 ; réédition, Paris, Garnier, Les Classiques de l'énigme, 1981 Publié en français dans une autre traduction sous le titre Le Mystère romain, Paris, Albin Michel, coll. Le Limier no 14, 1948 Publié en français dans une autre traduction sous le titre Le Mystère du théâtre romain dans Chronique de New York et d'ailleurs, Paris, Stock, 1970 ; réédition, Paris, J'ai lu no 2103, 1986
2. The French Powder Mystery (1930) Publié en français sous le titre Le Mystère de l'éléphant, Paris, Nouvelle Revue Critique, coll. L'Empreinte no 108, 1937 Publié en français dans une autre traduction sous le titre Le Mystère French, Paris, Albin Michel, coll. Le Limier no 24, 1950 ; réédition de cette traduction sous le titre Le Mystère de l'éléphant, Paris, J'ai lu no 2534, 1989
3. The Dutch Shoe Mystery (1931) Publié en français sous le titre Le Mystère du soulier blanc, Paris, Nouvelle Revue Critique, coll. L'Empreinte no 114, 1937 Publié en français dans une nouvelle traduction intégrale sous le titre Le Mystère du soulier blanc, Paris, Opta, coll. Club du livre policier, 1958 ; réédition, Paris, Garnier, coll. Les Classiques du roman policier, 1979 ; réédition, Paris, J'ai lu no 3349, 1992 ; réédition dans Sept énigmes, Paris, Omnibus, 1993
4. The Greek Coffin Mystery (1932) Publié en français sous le titre Deux Morts dans un cercueil, Paris, Gallimard, coll. Détective no 25, 1934 ; réédition, Paris, Denoël, coll. Oscar no 24, 1954 ; réédition, Paris, J'ai lu no 2449, 1988 ; réédition de la même traduction révisée dans Quinze enquêtes, Paris, Omnibus, 1993
5. The Egyptian Cross Mystery (1932) Publié en français sous le titre Le Mystère des trois croix, Paris, Nouvelle Revue Critique, L'Empreinte no 40, 1934 ; réédition de la même traduction révisée dans Quinze enquêtes, Paris, Omnibus, 1993 Publié en français dans une autre traduction sous le titre Le Mystère égyptien, Paris, Albin Michel, coll. Le Limier no 17, 1949 ; réédition, Paris, J'ai lu no 1514, 1983 ; réédition, Paris, Librairie des Champs-Élysées, coll. Le Masque no 2458, 2001
6. The American Gun Mystery (1933) Publié en français sous le titre La Mort à cheval, Paris, Nouvelle Revue Critique, L'Empreinte no 44, 1934 ; réédition, Paris, Garnier, coll. Les Classiques du roman policier, 1980 ; réédition, Paris, J'ai lu no 3130, 1991
7. The Siamese Twin Mystery (1933) Publié en français sous le titre Le Mystère des frères siamois, Paris, Nouvelle Revue Critique, coll. L'Empreinte no 61, 1935 Publié en français dans une traduction tronquée sous le titre L'assassin est dans la maison, Paris, Éditions Rouff, coll. « La Clé » no 49, 1947 Publié en français dans une nouvelle traduction intégrale sous le titre Le Mystère des frères siamois, Paris, Le Livre de poche policier no 1040, 1963 ; réédition, Paris, Beauval/Saint-Clair, coll. Les Grands Maîtres du roman policier, 1975 ; réédition, Paris, J'ai lu no 2905, 1990
8. The Chinese Orange Mystery (1934) Publié en français sous le titre Le Mystérieux Mr. X, Paris, Nouvelle Revue Critique, L'Empreinte no 65, 1935 ; réédition, Paris, J'ai lu no 1918, 1985 Publié en français dans une autre traduction sous le titre Le Mystérieux Mr. X, Paris, Albin Michel, coll. Le Limier n°38, 1951 ; réédition de la même traduction révisée dans Sept énigmes, Paris, Omnibus, 1989 Publié en français dans une autre traduction sous le titre L'Orange de Chine, Paris, J'ai lu police no 39, 1965
9. The Spanish Cape Mystery (1935) Publié en français sous le titre Le Mystère de la cape espagnole, Paris, Nouvelle Revue Critique, coll. L'Empreinte no 83, 1935 Publié en français dans une autre traduction sous le titre Le Mystère espagnol, Paris, Albin Michel, coll. Le Limier no 21, 1949 ; réédition, Le Mystère espagnol, Paris, J'ai lu no 3494, 1993 Publié en français dans une autre traduction sous le titre Le Cap d'Espagne, Paris, J'ai lu police no 74, 1965
10. The Adventures of Ellery Queen (1935), recueil de nouvelles Publié en français sous le titre Les Aventures d'Ellery Queen, Paris, Nouvelle Revue Critique, L'Empreinte no 124, 1937 ; réédition, Paris, Néo, coll. Le Miroir obscur no 66, 1983 ; réédition de la même traduction révisée dans Quinze enquêtes, Paris, Omnibus, 1993
11. Halfway House (1936) Publié en français sous le titre Le Mystère de l'allumette, Paris, Nouvelle Revue Critique, coll. L'Empreinte no 121, 1937 ; réédition de cette traduction révisée dans Sept énigmes, Paris, Omnibus, 1989 Publié en français dans une nouvelle traduction sous le titre La Maison à mi-route, Paris, Albin Michel, coll. Le Limier no 33, 1951 ; réédition, Paris, J'ai lu no 1586, 1984 Publié en français dans une nouvelle traduction sous le titre Une maison dans la nuit, Paris, Librairie des Champs-Élysées, coll. Le Masque no 2448, 2001
12. The Door Between (1937) Publié en français sous le titre Le Mystère du grenier, Paris, Nouvelle Revue Critique, coll. L'Empreinte no 132, 1938 ; réédition de la même traduction sous le titre Le Mystère japonais, Paris, Albin Michel, Le Limier no 27, 1950 ; réédition sous le titre Le Mystère du grenier, Paris, J'ai lu no 1736, 1984 ; réédition sous le même titre, Paris, Librairie des Champs-Élysées, coll. Le Masque no 2468, 2002
13. The Devil to Pay (1938) Publié en français sous le titre Le Mystère de la rapière, Paris, Nouvelle Revue Critique, coll. L'Empreinte no 148, 1938 ; réédition, Paris, J'ai lu no 3184, 1992
14. The Four of Hearts (1938) Publié en français sous le titre Le Quatre de cœur, Paris, Nouvelle Revue Critique, coll. L'Empreinte no 173, 1939 Publié en français dans une nouvelle traduction sous le titre Le Quatre de cœur, Paris, Opta, coll. Club du livre policier, 1967 ; réédition, Paris, J'ai lu no 1876, 1985 ; réédition de la même traduction révisée dans Quinze enquêtes, Paris, Omnibus, 1993
15. The Dragon's Teeth ou The Virgin Heiresses (1939) Publié en français sous le titre Les Dents du dragon, Paris, Albin Michel, coll. Le Limier no 1, 1946 ; réédition, Paris, J'ai lu no 2148, 1987
16. The New Adventures of Ellery Queen (1940), recueil de nouvelles Publié en français sous le titre Le Dragon creux, Paris, Nicholson & Watson, coll. La Tour de Londres no 5, 1947 ; réédition en deux volumes sous les titres Le Dragon creux - Les Nouvelles Aventures d'Ellery Queen, vol. 1, Paris, NéO, coll. Le Miroir obscur no 78, 1984 - et Le Cheval de Troie - Les Nouvelles Aventures d'Ellery Queen, vol. 2, Paris, NéO, coll. Le Miroir obscur no 80, 1984 ; réédition partielle en trois volumes sous les titres Le Char de Phaéton, Paris, EJL, Librio no 16, 1992 - La Course au trésor, Paris, EJL, Librio no 80, 1995 - La Mort de Don Juan suivi de L'Affaire Carroll, Paris, EJL, Librio no 228, 1998
17. Calamity Town (1942) Publié en français sous le titre La Ville maudite, Paris, Albin Michel, coll. Le Limier no 6, 1947 ; réédition dans La Chronique de Wrightsville, Stock, 1969 ; réédition, Paris, J'ai lu no 1445, 1983
18. There Was an Old Woman (1943) Publié en français sous le titre Il était une vieille femme, Paris, Albin Michel, coll. Le Limier no 12, 1947 ; réédition dans La Chronique de Wrightsville, vol. 1, Stock, 1969 ; réédition, Paris, J'ai lu no 1489, 1983
19. The Murderer is a Fox (1945) Publié en français sous le titre Le Renard et la Digitale, Paris, Albin Michel, coll. Le Limier no 19, 1947 ; réédition dans La Chronique de Wrightsville, vol. 1, Stock, 1969 ; réédition, Paris, J'ai lu no 1613, 1984
20. Ten Days' Wonder (1948) Publié en français sous le titre La Décade prodigieuse, Paris, Albin Michel, coll. Le Limier no 31, 1950 ; réédition dans La Chronique de Wrightsville, vol. 1, Stock, 1969 ; réédition, Paris, Stock, 1971 ; réédition, Genève, Édito-Service, coll. Les Chefs-d'œuvre du roman policier, 1972 ; réédition, Paris, Le Livre de poche policier no 3492, 1973 ; réédition, Paris, J'ai lu no 1646, 1984 ; réédition, Genève, Édito-Service, 1984
21. Cat of Many Tails (1949) Publié en français sous le titre Griffes de velours, Paris, Presses de la Cité, coll. Un mystère no 15, 1950 ; réédition, Paris, J'ai lu no 1675, 1984 ; réédition de la même traduction révisée dans Quinze enquêtes, Paris, Omnibus, 1993
22. Double, Double (1950) Publié en français sous le titre Coup double, Paris, Presses de la Cité, coll. Un mystère no 51, 1951 ; réédition dans La Chronique de Wrightsville, vol. 2, Stock, 1969 ; réédition, Paris, J'ai lu no 1704, 1984
23. The Origin of Evil (1951) Publié en français sous le titre L'Arche de Noé, Paris, Presses de la Cité, coll. Un mystère no 91, 1952 ; réédition, Paris, J'ai lu no 1978, 1986 ; réédition de la même traduction révisée dans Sept énigmes, Paris, Omnibus, 1989
24. The King is Dead (1952) Publié en français sous le titre Le roi est mort, Paris, Presses de la Cité, coll. Un mystère no 132, 1953 ; réédition dans La Chronique de Wrightsville, vol. 2, Stock, 1969 ; réédition, Paris, J'ai lu no 1766, 1985
25. The Scarlet Letters (1953) Publié en français sous le titre Lettres sans réponse, Paris, Presses de la Cité, coll. Un mystère no 161, 1957 ; réédition, Paris, J'ai lu no 2322, 1988 ; réédition de la même traduction révisée dans Quinze enquêtes, Paris, Omnibus, 1993
26. Inspector Queen's Own Case (1956) Publié en français sous le titre Le Cas de l'inspecteur Queen, Paris, Presses de la Cité, coll. Un mystère no 336, 1957 ; réédition Paris, Presses-Pocket no 1108, 1974 ; réédition, Paris, J'ai lu no 3023, 1991 ; réédition de la même traduction révisée dans Sept énigmes, Paris, Omnibus, 1989
27. The Finishing Stroke (1958) Publié en français sous le titre Le Mot de la fin, Paris, Éditions de Trévise, coll. « Le Cachet » no 1, 1960 ; réédition, Paris, J'ai lu no 1797, 1985 Publié en français dans une autre traduction sous le titre L'A.B.C. du crime dans Chronique de New York et d'ailleurs, Paris, Stock, 1970
28. Face to Face (1967) Publié en français sous le titre Face à face, Paris, Presses de la Cité, coll. Un mystère, 2e série, no 73, 1968 ; réédition, Paris, Presses Pocket no 1179, 1974 ; réédition, Paris, J'ai lu no 2779, 1990 ; réédition dans Quinze enquêtes, Paris, Omnibus, 1993
29. The Last Woman in His Life (1970) Publié en français sous le titre La Dernière Femme de sa vie, Paris, J'ai lu no 2052, 1986
30. A Fine and Private Place (1971) Publié en français sous le titre Un bel endroit privé, Paris, J'ai lu no 1811, 1985

#### Autres romans
- The Glass Village (1954) Publié en français sous le titre Le Village de verre, Paris, Presses de la Cité, coll. Un mystère no 212, 1955 ; réédition, Paris, J'ai lu no 2404, 1988 ; réédition dans Sept énigmes, Paris, Omnibus, 1989
- Cop Out (1969) Publié en français sous le titre Fric frac flic, Paris, Presses de la Cité, Un mystère, 3e série, no 105, 1970

#### Romans apocryphes
- Dead Man's Tale (1961), attribué à Stephen Marlowe Publié en français sous le titre Tchèques aux échecs, Paris, Presses Internationales, coll. Inter-espions no 50, 1963
- The Player on The Other Side (1963), attribué à Theodore Sturgeon Publié en français sous le titre L'Adversaire, Paris, PAC, coll. Red Label no 11, 1978 ; réédition, Paris, J'ai lu no 2690, 1989
- Blow Hot, Blow Cold (1964), attribué à Fletcher Flora Publié en français sous le titre Chauds les glaçons, Paris, Presses de la Cité, Un mystère, 2e série, no 52, 1967
- And on the Eighth Day... (1964), attribué à Avram Davidson Publié en français sous le titre Et le huitième jour..., Paris, PAC, coll. Red Label no 9, 1978 ; réédition, Paris, J'ai lu no 1560, 1983 ; réédition dans Sept énigmes, Paris, Omnibus, 1989
- A Room to Die In (1965), attribué à Jack Vance Publié en français sous le titre Une pièce pour mourir, Paris, Presses de la Cité, Un mystère, 2e série, no 36, 1967
- The Fourth Side of The Triangle (1965), roman apocryphe, attribué à Avram Davidson Publié en français sous le titre Les Quatre Côtés du triangle, Paris, J'ai lu no 2276, 1987
- A Study in Terror (1966), attribué à Paul W. Fairman, en collaboration avec Manfred B. Lee et Frederic Dannay Publié en français sous le titre Sherlock Holmes contre Jack l'Éventreur, Paris, Stock, 1968 ; réédition, Paris, J'ai lu no 2607, 1989 ; réédition dans Quinze enquêtes, Paris, Omnibus, 1993
- The Killer Touch (1965), attribué à Charles Runyon Publié en français sous le titre Tribulations flicardesques, Paris, Gallimard, Série noire no 1090, 1966
- Shoot the Scene (1966), attribué à Richard Deming Publié en français sous le titre Du monde au balcon, Paris, Presses de la Cité, Un mystère, 3e série, no 1, 1969
- Losers, Weepers (1966), attribué à Richard Deming Publié en français sous le titre Le Malheur des autres, Paris, Presses de la Cité, Un mystère, 2e série, no 65, 1967
- The House of Brass (1968), attribué à Avram Davidson Publié en français sous le titre La Maison aux étrangers, Paris, J'ai lu no 2192, 1987
- Kiss and Kill (1969), attribué à Charles Runyon Publié en français sous le titre Casse-tête aztèque, Paris, Presses de la Cité, Un mystère no 148, 1971

#### Romans signés Barnaby Ross
- The Tragedy of X (1932) Publié en français sous le titre La Tragédie de X, Paris, Gallimard, coll. Détective no 21, 1934 ; réédition sous la signature Ellery Queen, Paris, Denoël, coll. Oscar no 26, 1954
- The Tragedy of Y (1932) Publié en français sous le titre La Tragédie d'Y, Paris, Gallimard, coll. Détective no 36, 1935
- The Tragedy of Z (1933) Publié en français sous le titre La Tragédie de Z, Paris, Gallimard, coll. Détective no 29, 1935
- Drury Lane's Last Case (1933) Publié en français sous le titre La Dernière Affaire de Drury Lane, Paris, Gallimard, coll. Détective no 44, 1935

### Recueils de nouvelles
- Calendar of Crime (1952) Publié en français sous le titre Calendrier du crime, Paris, Presses de la Cité, coll. Un mystère no 110, 1952 ; réédition, Paris, J'ai lu no 4445, 1997
- QBI Queen's Bureau of Investigation (1955) Publié en français sous le titre Bureau de recherches, Paris, Presses de la Cité, coll. Un mystère no 242, 1955
- Queen's Full (1966)
- QED Queen's Experiments in Detection (1968)
- The Best Of Ellery Queen (1985), anthologie
- The Adventure of the Murdered Moths and Other Radio Mysteries {2005}

### Autres publications
- The Perfect Crime (1942), novélisation d'un scénario

## Adaptations

### Cinéma
- 1935 : The Spanish Cape Mystery, film américain avec Donald Cook dans le rôle d'Ellery Queen et Guy Usher dans le rôle de l'inspecteur Richard Queen.
- 1936 : The Mandarin Mystery, film américain avec Eddie Quillan dans le rôle d'Ellery Queen et Wade Boteler dans le rôle de l'inspecteur Richard Queen.
- 1940-1942 : série de 7 films américains avec Ralph Bellamy, puis William Gargan, pour les 3 derniers films en 1942, dans le rôle d'Ellery Queen et Charley Grapewin dans le rôle de l'inspecteur Richard Queen :

1. Ellery Queen, Master Detective
2. Ellery Queen's Penthouse Mystery
3. Ellery Queen and the Perfect Crime
4. Ellery Queen and the Murder Ring
5. A Close Call for Ellery Queen
6. A Desperate Chance for Ellery Queen
7. Enemy Agents Meet Ellery Queen

- 1971 : La Décade prodigieuse par Claude Chabrol
- 1971 : Ellery Queen: Don't Look Behind You avec Peter Lawford dans le rôle d'Ellery Queen et Harry Morgan dans le rôle de l'inspecteur Richard Queen.

### Séries télévisées
- 1950-1956 : Les Aventures d'Ellery Queen, série télévisée avec Florenz Ames dans le rôle de l'inspecteur Richard Queen et Lee Bowman dans le rôle d'Ellery Queen, en 125 épisodes.
- 1958-1959 : The Further Adventures of Ellery Queen, série télévisée avec George Nader et Les Tremayne en 33 épisodes.
- 1975-1976 : Ellery Queen, à plume et à sang créée par Robert Van Acoyk, série télévisée en 22 épisodes américaine
- 1975 : Ellery Queen de David Greene (téléfilm)

### Comics
Un comic strip adapte les aventures d'Ellery Queen dans les années 1950. La scénariste principale est Ruth Roche.

## Prix et distinctions

### Prix
- Grand Master Award 1961[4]
- Grand prix de littérature policière 1978 pour Et le huitième jour[5]

### Nomination
- Prix Edgar-Allan-Poe 1964 du meilleur roman pour The Player on the Other Side[4]

## Sources
- Claude Mesplède et Jean-Jacques Schleret, SN, voyage au bout de la Noire : inventaire de 732 auteurs et de leurs œuvres publiés en séries Noire et Blème : suivi d'une filmographie complète, Paris, Futuropolis, 1982 (OCLC 11972030), p. 303-305.
- Claude Mesplède (dir.), Dictionnaire des littératures policières, vol. 2 : J - Z, Nantes, Joseph K, coll. « Temps noir », 2007, 1086 p. (ISBN 978-2-910-68645-1, OCLC 315873361), p. 603-606.
- Jean Tulard, Dictionnaire du roman policier : 1841-2005. Auteurs, personnages, œuvres, thèmes, collections, éditeurs, Paris, Fayard, 2005, 768 p. (ISBN 978-2-915793-51-2, OCLC 62533410), p. 600-602.